# Avenida Manhattan (Brooklyn)
A Avenida Manhattan é uma rua que vai do norte a sul do Brooklyn através dos bairros de Greenpoint e Williamsburg. É a principal rua comercial em Greenpoint, embora seja predominantemente residencial em Williamsburg. O trecho através Greenpoint é também chamado de "Pequena Polônia" por sua alta concentração da cultura polonesa e de empresas polonesas. O extremo norte foi anteriormente ligado a Long Island City e Queens pelo Vernon Boulevard no extremo sul da Broadway. A parte sul da avenida é ligada ao norte, enquanto a parte de Greenpoint é bidirecional.